# Polisskolan 2 – Första uppdraget
Polisskolan 2 – Första uppdraget, (originaltitel: Police Academy 2: Their First Assignment) är en amerikansk film från 1985 och den andra filmen i filmserien om de klantiga poliserna i Polisskolan.

## Handling
En grupp av polisskolans elever får arbete i ett polisdistrikt som trakasseras av en liga. Chefen är bror till skolans rektor Eric Lassard, som hotas med sparken om inte distriktet rensas upp. En annan polis vid namn Lt. Mauser vill ha chefsstolen och saboterar för poliserna i deras kamp mot ligan.

## Rollista (i urval)

### De nya poliserna i 16:e polisdistriktet
- Steve Guttenberg - Officer Carey Mahoney
- Bubba Smith - Officer Moses Hightower
- David Graf - Officer Eugene Tackleberry
- Michael Winslow - Officer Larvell Jones
- Bruce Mahler - Officer Douglas Fackler
- Marion Ramsey - Officer Laverne Hooks

### Övriga i 16:e polisdistriktet
- Colleen Camp - Sgt. Kathleen Kirkland
- Howard Hesseman - Capt. Peter 'Pete' Lassard
- Peter Van Norden - Officer Vinnie Schtulman
- Lance Kinsey - Sgt. Proctor
- Art Metrano - Lt/Capt. Mauser

### Övriga
- George Gaynes - Cmdt. Eric Lassard
- Bob Goldthwait - Zed
- Julie Brown - Chloe
- George R. Robertson - Chief Henry J. Hurst
- Tim Kazurinsky - Carl Sweetchuck
- Rich Hall - Street Punk

## Trivia
- Tim Kazurinskys rollfigur går under namnet Sweetchuck i filmen (och övriga filmer han är med i), men i eftertexterna så går hans karaktärs namn under namnet "Merchant".